# Сокращения Вооружённых сил Беларуси (1992—1996)
Сокращения Вооружённых сил Беларуси в 1992—1996 годах (бел. Скарачэнні Узброеных сіл Беларусі) — комплекс мероприятий, направленных главным образом на сокращение численности и оптимизацию Вооружённых сил Республики Беларусь.

## Советское наследие
Согласно Декларации о государственном суверенитете БССР 1990 года, Белоруссия получила право на собственные силы безопасности, подконтрольные Верховному Совету. После обретения независимости в 1991-м остро встал вопрос об создании белорусской армии. 20 марта 1992 года Советом Министров из частей Белорусского военного округа ВС СССР были сформированы Вооружённые силы Республики Беларусь.
От Советского Союза стране досталось внушительное наследство: 1410 воинских формирований БВО, группировка стратегических ядерных сил (порядка 180 соединений, частей и учреждений численностью около 40 тыс. человек). Концентрация войск в республике являлась самой высокой в Европе. Так, например, один военнослужащий приходился на 43 человека гражданского населения. К Беларуси полностью отошли воинские части сухопутных войск и ПВО, примерно 90 % истребительной и бомбардировочной авиации, полк транспортной авиации, полк стратегических бомбардировщиков, воздушно-десантная дивизия. На территории молодого государства находилась группировка в 240 тысяч человек. Из них 125 тысяч человек весной 92-го непосредственно составили белорусскую армию.
На 1990 год в военном округе насчитывалось 3457 танков, 3824 бронированных машин, 1562 единицы артиллерии (более 100 мм) и 79 вертолётов.
Самостоятельно республика была не в силах содержать такой контингент.

## Правовые предпосылки
В апреле 1992 года страна подписала Лиссабонский протокол, который обязывал сократить стратегические наступательные вооружения. Также Беларусь присоединилась к Договору о нераспространении ядерного оружия.
10 июля 1992 года в Хельсинки (Финляндия) белорусская делегация подписала Итоговый акт переговоров о численности личного состава обычных вооружённых сил в Европе. Документ обязывал страну сократить свою армию до 100 тысяч человек.
Одновременно Республика Беларусь в качестве равноправного члена ООН приняла на себя ряд международных обязательств в сфере разоружения и контроля над вооружениями, взятых ещё при СССР. В частности, страна принялась за реализацию условий Договора об обычных вооружённых силах в Европе 1990 года. Соглашение обязывало республику придерживаться курса на установление безопасного и стабильного баланса армий, а также бороться с неравенством и военным потенциалом, которые могут быть использованы для осуществления внезапного нападения и начала крупномасштабных наступательных действий в Европе.

## Проведение

### Части и личный состав
В 1992—1996 годах сокращены или переформированы 250 воинских частей. Только в 1992 году сократили почти 30 000 человек, уволено 7500 офицеров и прапорщиков.
За 1993 год Вооружённые Силы необходимо было сократить ещё на 24%, уволить 10 000 офицеров, что потребовало больших финансовых затрат.
Некоторые части расформировывались полностью (как, например, 50-я Донецкая база хранения вооружения и техники), чаще происходило понижение уровня — в первую очередь путём преобразования дивизий в бригады. В частности, 51-я гвардейская артиллерийская дивизия стала 51-й бригадой, 6-я гвардейская танковая дивизия — 6-й механизированной, 11-й гвардейский танковый корпус — 11-й, 103-я гвардейская воздушно-десантная дивизия — 103-й мобильной, 50-я гвардейская стрелковая дивизия — 50-й гвардейской отдельной механизированной бригадой. В свою очередь авиаполки преобразовали в авиабазы (поначалу таковых было 8). Так, на барановичском аэродроме начала базироваться 61-я истребительная авиабаза, в Мачулищах — 50-я смешанная, в Лиде — 116-я гвардейская бомбардировочная авиабаза, в Берёзе — 927-я истребительная.
В 1993 году 28-я общевойсковая Краснознамённая армия была преобразована в 28-й армейский корпус. Одновременно 7-я танковая армия переименована в 7-й армейский корпус в составе Вооружённых Сил Республики Беларусь, а в 1994 году — в 65-й армейский корпус.
Подразделения некоторых частей после расформирования были разделены между другими формированиями. Подобное произошло с 127-й зенитно-ракетной бригадой, где одна группа дивизионов сформировала 127-й зенитно-ракетный полк, а другая вошла в состав 115-го зенитно-ракетного полка.
Кроме того, с территории страны в 1992—1994 годах были выведены в Россию или расформированы на месте некоторые авиационные части Дальней авиации, фронтовой авиации, авиации ПВО и военно-транспортной авиации. Среди них — 22-я гвардейская тяжёлая бомбардировочная авиационная дивизия.

### Вооружение и техника
Полным ходом шли процессы по ликвидации вооружений и техники. Всего в начале 90-х годов Беларусь за свой счёт сократила вооружений и военной техники в 2,8 раза больше, чем Великобритания, Франция и США (на территории Европы) вместе взятые. Страна ликвидировала 1773 боевых танка, 1341 боевую бронированную машину и 130 боевых самолётов, что составляет порядка 10 % вооружений и военной техники, ликвидированных всеми тридцатью государствами-участниками Договора об обычных вооружённых силах. В период 1992—1996 годов полностью с вооружения сняты сверхзвуковой реактивный военный самолёт Як-28 и истребитель-перехватчик 3-го поколения МиГ-25.
Одним из ключевых мероприятий стала ракетно-ядерная демилитаризация Белоруссии. С территории страны в Россию были выведены 1120 боезарядов. 584 ракеты подлежали ликвидации по советско-американскому договору 1987 года. Остальные забрали Стратегические ядерные силы Российской Федерации.
Затраты на сокращение только боевых самолётов и бронетехники составляли почти полмиллиарда рублей (в ценах 1992 года). Для этих целей были задействованы 140-й танкоремонтный завод в Борисове (разукомплектование и переоборудование танков и БМП для использования в народном хозяйстве), 558-й авиаремонтный завод в Барановичах (разборка самолётов), специальная база в Станьково (разделка БТРов и МТ-ЛБ), Жлобинский металлургический завод (переплавка корпусов бронетехники). Руководство полагало, что ликвидация боевой техники даст республике около 50 тысяч тонн высококачественного металла. Кроме того, часть узлов, агрегатов, механизмов можно использовать для гражданских целей.

## Результаты
К 1996-му армия сократилась до 85,5 тысяч, а во второй половине 90-х — до 65. В стране на хранении или в обороте оставались 1684 танка, 2483 бронированных машин, более 200 вертолётов и самолётов. В соответствии с Договором об обычных Вооружённых Силах в Европе, в республике сокращены 1773 танка, 130 боевых самолётов, 1341 боевая бронированная машина.

## Влияние
Надежды на доходы за счёт ликвидации запасов вооружений не оправдались. Уже в конце декабря 1993 года руководство военного ведомства вынуждено было обратиться к правительству с докладом о нехватке средств на выполнение программы по Договору об обычных вооружённых силах в Европе. Речь шла о том, что приходится расходовать средства, предназначенные на социальные программы, в том числе на строительство жилья для военнослужащих и закупку материальнотехнических средств, необходимых для жизнедеятельности армии. Не оправдалась и практика покрытия расходов за счёт реализации металлолома иностранным фирмам через посреднические фирмы Белхим, Белметалл, Белэлектроприбор и др. Эти фирмы за соответствующие услуги взимали плату от 20% и более от стоимости поставляемой продукции. Президент Республики Беларусь Александр Лукашенко так характеризовал положение дел с сокращением техники: 
В первые месяцы своего президентства я приехал в Борисов и увидел жуткую картину: разрезали и уничтожали самые современные танки, бронетехнику. Уничтожали до моего приезда. Всё, что подлежало уничтожению, было восстановлено и продано.
Сокращение численности Вооружённых Сил и снижение уровня вооружений стали одними из ключевых причин появления в 2000-х Войск территориальной обороны. Создание подобных формирований было наиболее экономичным путём компенсации сил и средств, поддержания обороноспособности государства на должном уровне.
Военный аналитик и журналист газеты «Белорусы и рынок» Александр Алесин в беседе с политическим обозревателем «Радыё Свабода» Валерием Карбалевичем отметил, что политика сокращения армии и вооружения вынудили страну утилизировать, а также распродавать своё оружие. Это привело к всплеску экспорта белорусской военной продукции в 1990-х годах. Среди прочих последствий Алесин называл распространение зарубежных подработок и наёмничества среди экс-военнослужащих, которых сократили в связи с демилитаризацией. Бывших военных специалистов начали использовать белорусские власти для оказания военных услуг определённым странам, в том числе в «горячих точках», чтобы не привлекать к этому действующие кадры.
Как заявил руководитель аналитического центра ЕсооМ, член Научно-экспертной группы при Государственном секретариате Совета Безопасности и правления Союза писателей Беларуси Сергей Мусиенко в проекте «Гордость за Беларусь» для издания «СБ. Беларусь Сегодня», мероприятия 1992—1996 годов негативно сказались на состоянии военных городков (таковых было более 200 в стране). В результате сокращения армии многие из них начали пустеть, разрушалась инфраструктура поселений.